# Большелугский (Ейский район)
Большелу́гский — посёлок в Ейском районе Краснодарского края. Входит в Ейское городское поселение.

## География
Расположен в непосредственной близости от города Ейска.

## Население
| 2002 | 2010 |
| ---- | ---- |
| 218  | ↗270 |